# Ellie Kemper
Elizabeth Claire Kemper (Kansas City, 2 mei 1980) is een Amerikaans actrice. Ze is vooral bekend voor haar rol als Erin Hannon in de televisieserie The Office en Kimmy Schmidt in Unbreakable Kimmy Schmidt.
In oktober 2018 verscheen haar eerste boek My Squirrel Days.